# 紧凑版

比较某些报纸尺寸和公制纸张尺寸，近似以毫米为单位的标称尺寸。

紧凑版是指以小报格式打印，具有宽页质量的报纸。「紧凑」一词是由《每日郵報》在1970年代引入，这种大小的用语是在《独立报》于2003年开始为伦敦的通勤者制作较小格式的版本后使用，旨在为了更好地运输和更便于在公共交通工具上的人阅读。
紧凑版格式是小报的变体。它在英国广泛使用，结合了小尺寸和印刷质量，可与大尺寸的报纸（如宽版纸）相媲美。
在欧美许多国家和地区，这种新格式的报纸很常见，尤其是在英国地区的读者很喜欢这种格式，因此该格式已在全国范围内推出。由于《独立报》的销量增加，一些竞争对手（《泰晤士报》和《苏格兰人报》）也复制了这种格式。 